# 武开章
武开章（1905年—1986年11月19日），字启卿，男，陕西佳县人，中华人民共和国政治人物，曾任中共新疆维吾尔自治区党委书记处书记，山东省革命委员会副主任，中共山东省委书记，中共山东省顾问委员会副主任。